# 東京ディズニーランド ブレイジング・リズム2005
『東京ディズニーランド ブレイジング・リズム2005』(Tokyo Disneyland Blazing Rhythms 2005)は、東京ディズニーランドにて2005年7月1日〜8月31日にかけて開催されたスペシャルイベント『ブレイジング・リズム2005』のパレードの音源を収録したアルバムである。

## 解説
- トラックは5つあり、トラック1にはパレード・イン（入場時）の音楽、トラック5にパレード・アウト（退場時）の音楽が収録されている。また、パレードはファンタジーランド〜ウエスタンランド、プラザ、トゥモローランド〜トゥーンタウンにそれぞれ3回停止し、ショーモードを行うが、それぞれ音楽が異なる。トラック2〜4にはそれぞれのエリアのショーモードで流される音楽が収録されている。
- 東京ディズニーランドで開催されるショーの音源は、トラックを何回もリピートして使用しているが、CDではリピートせず1回だけ収録している。そのため、実際のショーよりも時間が短くなっている。

## 収録曲
1. オープニング
  - ダンス・ユア・ハート・アウェイ　Dance Your Heart Away
2. ショー1
  - ライト・アップ・ザ・スカイ　Light Up The Sky
3. ショー2
  - フィエスタ　i Fiesta !
  - ダンス・ユア・ハート・アウェイ　Dance Your Heart Away
4. ショー3
  - ベンベレ　Bembele
5. パレード・アウト
  - ダンス・ユア・ハート・アウェイ　Dance Your Heart Away